# Сент-Ентоні-Вілледж (Міннесота)
Сент-Ентоні-Вілледж (англ. Saint Anthony, St. Anthony) — місто (англ. city) в округах Ганнепін і Ремсі, штат Міннесота, США. Населення — 8226 осіб (2010).

## Географія
Сент-Ентоні-Вілледж розташований за координатами 45°1′38″ пн. ш. 93°12′56″ зх. д. / 45.02722° пн. ш. 93.21556° зх. д. (45.027324, -93.215533). За даними Бюро перепису населення США в 2010 році місто мало площу 6,14 км², з яких 5,83 км² — суходіл та 0,31 км² — водні об'єкти.

## Демографія
Згідно з переписом 2010 року у селищі мешкало 8226 осіб у 3848 домогосподарствах у складі 2054 родин. Густота населення становила 1340 осіб/км². Було 4098 помешкань (668/км²).
Расовий склад населення:
| - 85,1 % — білих - 5,9 % — азіатів - 5,0 % — чорних або афроамериканців - 0,6 % — корінних американців - 0,1 % — вихідців з тихоокеанських островів - 1,0 % — осіб інших рас |

До двох чи більше рас належало 2,3 %. Частка іспаномовних становила 2,9 % від усіх жителів.
За віковим діапазоном населення розподілялося таким чином: 17,5 % — особи молодші 18 років, 61,1 % — особи у віці 18—64 років, 21,4 % — особи у віці 65 років та старші. Медіана віку мешканця становила 43,1 року. На 100 осіб жіночої статі у селищі припадало 85,4 чоловіків; на 100 жінок у віці від 18 років та старших — 82,4 чоловіків також старших 18 років.
Середній дохід на одне домашнє господарство становив 82 997 доларів США (медіана — 60 742), а середній дохід на одну сім'ю — 99 416 доларів (медіана — 83 309). Медіана доходів становила 58 551 долар для чоловіків та 46 902 долари для жінок. За межею бідності перебувало 6,1 % осіб, у тому числі 5,3 % дітей у віці до 18 років та 5,0 % осіб у віці 65 років та старших.
Цивільне працевлаштоване населення становило 4387 осіб. Основні галузі зайнятості: освіта, охорона здоров'я та соціальна допомога — 27,6 %, виробництво — 12,4 %, роздрібна торгівля — 10,2 %, науковці, спеціалісти, менеджери — 10,2 %.

## Нотатки
1. ↑  Річний дохід на особу, яка працювала на повну ставку. Оцінка в доларах 2015 року.